# Nicolaus à Kempis
Pour les articles homonymes, voir a Kempis.
Œuvres principales
- Symphoniæ (1644)
- Symphoniæ (op.2) (1647)
- Symphoniæ (op.3) (1649)

Nicolaus à Kempis était un compositeur actif à Bruxelles au milieu du XVIIe siècle.

## Biographie
On ne sait pas grand-chose sur cet homme au nom étrange. Il serait né vers 1600 mais on ignore où : certains musicologues pensent qu'il vient du nord de l'Italie, éventuellement de Florence. On sait par contre qu'il est mort en 1676.
La première indication biographique que l'on possède est sa nomination au poste d'organiste de l'église collégiale Sainte-Gudule à Bruxelles vers 1626. Son fils, Joannes Florentius, lui succédera vers 1670.
Entre 1644 et 1649, il publie à Anvers plusieurs volumes de Symphoniae totalisant 98 petites pièces instrumentales et huit motets. Ce sont des sonates allant de la pièce pour instrument solo avec continuo à des pièces à six parties.
Nicolaus à Kempis est le premier musicien à imposer le style et les techniques de violon italien de Girolamo Frescobaldi, Marco Uccellini, Giovanni Battista Fontana et Dario Castello dans les Pays-Bas méridionaux.

## Œuvres
- Symphoniæ unius, duorum, trium violinorum. Authore Nicolao à Kempis, ... Antwerpiæ, Apud Heredes Petri Phalesij ad insigne Davidis Regis, 1644.
- Symphoniæ unius, duorum, trium, IV. et V. instrumentorum adjunctæ quatuor 3. instrumentorum & duarum vocum. Auctore Nicolao à Kempis, ... Operis secundi liber primus. ... Antwerpiæ, Apud Magdalenam Phalesia ad insigne Davidis Regis, 1647.
- Symphoniæ unius, duorum, trium, IV. et V. instrumentorum adjunctæ quatuor 3. instrumentorum & duarum vocum. Auctore Nicolao à Kempis, ... Opus tertium et ultimum. ... Antwerpiæ, Apud Magdalenam Phalesia ad insigne Davidis Regis, 1649.
- Symphoniæ unius, duorum, trium, IV. V. et VI. instrumentorum. Auctore Nicolao à Kempis, ... Opus quartum. ... Antwerpiæ, Apud Magdalenam Phalesia ad insigne Davidis Regis, 1649. (disparu sauf une partition de viole)
- un cinquième opus avec des messes et des motets est également disparu.